# Zeewering
Een zeewering is een barrière die voorkomt dat de zee lager gelegen land of een zoetwaterbekken binnenstroomt.
De barrière kan worden gevormd door strand, al dan niet met strandhoofden; duinen (zeereep); een zeedijk; een dam of een stormvloedkering. Ook zeesluizen worden tot de zeewering gerekend.
Achter de eigenlijke zeewering kan een inlaagdijk of een slaperdijk een tweede barrière vormen.